# تاكيهارا (هيروشيما)
تاكيهارا هي مدينة تقع في محافظة هيروشيما، اليابان. تبلغ مساحة هذه المدينة 118.3 (كم²)، ويبلغ عدد سكانها 29,093 نسمة حسب إحصاء سنة 2009 م. تأسست المدينة بتاريخ 3 نوفمبر 1958.